# Булонская лошадь

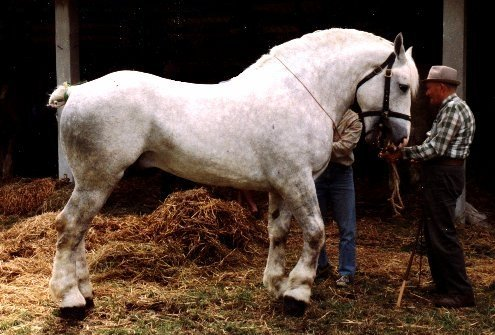
Молодой жеребец булонской породы с купированным хвостом

Було́нская ло́шадь (булонская порода) — французская тяжеловозная порода лошадей. Масть по преимуществу светлая — серая и сивая.
Булонская туземна в департаменте Па-де-Кале и области Булонне. Рост от 1,60 до 1,75 метров. Живой вес 600—1000 кг. За свой значительный рост и массивность прославилась по всей Франции, вывозилась в Северную Америку и другие места.
Широкий, раздвоенный крестец, иногда немного низкий; короткие мускулистые конечности; отсутствие щёток делает их мало наклонными к мокрецам. Выращивается больше на зерне, потому сложения более сухого, чем порода старая фламандская. Очень скороспела, на 18 месяце поступает в работу; отличается послушностью.